# Петар Јаконић
Петар Јаконић (Београд, 10. јул 1958) је српски филмски и ТВ монтажер, режисер и сценариста, често потписиван и псеудонимом Баскјера Пјерин (Basquiera Pierrin), именом свога деде.

## Биографија
Дипломирао на Факултету драмских уметности у Београду на групи за филмску и телевизијску монтажу. 
Филмом почео да се бави у аматерским - алтернативним филмским клубовима, Кино клуб 8 и АФТВЦ Дома културе Студентски град. Од 1974. до 1981. урадио више експерименталних филмова. За алтернативни филм „Прво бријање“ добио савезну награду „Седам секретара СКОЈ-а“ 1980. године.
Био је монтажер у Телевизији Београд свих телевизијских жанрова играних, документарних и информативних, а истовремено је радио и дугометражне игране и документарне филмове. Од 2005. је самостални уметник и све чешће је и сценариста и редитељ.
Радио је као професор монтаже на Академији уметности Браће Карић. Монтирао велики број дугометражних филмова, телевизијских филмова и серија, кратких и документарних филмова, музичких спотова и реклама. Писао филмске критике и есеје, коаутор је књиге о пиониру југословенске кинематографије Воји Нановићу. Под псеудонимом Баскјера Пјерин, коаутор је сценарија за серију "Љубав и мржња" са књижевницом Видом Црнчевић-Басара.

## Награде
Петар Јаконић је добитник највиших награда: „Националне филмске награде за монтажу“ на Југословенском филмском фестивалу у Херцег Новом за дугометражне игране филмове „Боље од бекства“ и „Ни на небу ни на земљи“ 1993. и 1994. године и „Кристалне призме“ Академије филмске уметности и науке 1995. године за филм „Ни на небу ни на земљи“.
Године 1999. добио је награду "Best B-movie editing" за филм „Збогом 20. век“ на фестивалу Б-филмова у граду Финикс у Сједињеним Државама.
За филм „Земља истине, слободе и љубави“ добио је награду за режију „Рајнер Вернер Фадсбиндер“ на Фестивалу у Манхајму 2000. године. На фестивалу филмског сценарија у Врњачкој Бањи 2001. године добио је прву награду за сценарио филма „Земља истине, слободе и љубави“ заједно са Милутином Петровићем и Сашом Радојевићем.
Године 2003. добио је награду РТС-а за најбољег монтажера у Радио-телевизији Србије за документарни серијал „Капија од жада“ у режији Лордана Зафрановића.

## Филмографија
| Год.       | Назив                                       | Улога                                   |
| ---------- | ------------------------------------------- | --------------------------------------- |
| 1980-е     |                                             |                                         |
| 1980.      | Кост од мамута                              | волонтер монтаже                        |
| 1981.      | Пад Италије                                 | волонтер монтаже                        |
| 1981.      | Бијело дугме или...                         | монтажер                                |
| 1982.      | Пикник                                      | монтажер                                |
| 1983.      | Карловачки доживљај 1889                    | монтажер                                |
| 1985.      | Шест дана јуна                              | монтажер                                |
| 1987.      | Човек у сребрној јакни                      | монтажер,сценариста и редитељ           |
| 1987.      | Тесна кожа 2                                | монтажер                                |
| 1988.      | Заборављени (филм)                          | монтажер звука                          |
| 1988.      | Чавка                                       | монтажер                                |
| 1988.      | Тамна страна Сунца                          | монтажер                                |
| 1989.      | Атоски вртови - преображење                 | монтажер                                |
| 1990-е     |                                             |                                         |
| 1990.      | Почетни ударац                              | монтажер                                |
| 1991.      | Шаран                                       | монтажер                                |
| 1991.      | Заборављени (ТВ серија)                     | монтажа звука                           |
| 1993.      | Боље од бекства                             | монтажер                                |
| 1994.      | Ни на небу, ни на земљи                     | монтажер                                |
| 1995.      | Трећа срећа                                 | монтажер                                |
| 1996.      | Нечиста крв                                 | монтажер                                |
| 1996–1997. | Горе доле                                   | редитељ у монтажи и редитељ друге екипе |
| 1998.      | Збогом 20.век                               | монтажер                                |
| 1999.      | Рањена земља                                | монтажер                                |
| 2000-е     |                                             |                                         |
| 2000.      | Земља истине, љубави и слободе              | монтажа и сценарио                      |
| 2000.      | Дорћол-Менхетн                              | монтажа                                 |
| 2001.      | Сељаци                                      | монтажа                                 |
| 2001.      | Без града и закона                          | монтажа                                 |
| 2003.      | Никад извини                                | монтажа                                 |
| 2004.      | Црвено доба                                 | монтажа, сценарио и режија              |
| 2005.      | Југ југоисток                               | монтажа                                 |
| 2005.      | Балкански рулет                             | монтажер                                |
| 2006.      | Отварање ТВ Авала                           | монтажер                                |
| 2007.      | Изабрао сам Сократ - Прота - Крап           | сценарио                                |
| 2007.      | Забрањени без забране                       | монтажа                                 |
| 2007.      | Аги и Ема                                   | монтажа                                 |
| 2008.      | Забрањени без забране (документарна серија) | монтажа                                 |
| 2007–2008. | Љубав и мржња                               | сценариста                              |
| 2010-е     |                                             |                                         |
| 2010.      | Сва та равница                              | монтажер                                |
| 2011.      | Како су ме украли Немци                     | монтажер                                |
| 2012.      | Доктор Реј и ђаволи                         | монтажер                                |
| 2012.      | Јагодићи (ТВ серија)                        | монтажер                                |
| 2013.      | Албертов пут                                | косценариста                            |
| 2014.      | Европа,бре!                                 | монтажер                                |
| 2014.      | Једнаки                                     | монтажер                                |
| 2015.      | Улица липа                                  | монтажер                                |
| 2015.      | Смрдљива бајка                              | монтажер                                |
| 2017.      | Козје уши                                   | монтажер                                |
| 2018.      | Нана (документарац)                         | монтажер                                |
| 2019.      | Жмурке (серија)                             | супервизор                              |
| 2020-е     |                                             |                                         |
| 2020.      | Викенд са ћалетом                           | монтажер                                |
| 2020.      | Викенд са ћалетом (ТВ серија)               | монтажер                                |
| 2021.      | Љубав испод златног бора                    | косценариста                            |
| 2021.      | Бележница професора Мишковића               | монтажа                                 |
| 2021.      | Нечиста крв (ТВ серија)                     | монтажер прве руке                      |
| 2023.      | Кома                                        | редитељ                                 |
| 2023.      | Тунел (ТВ серија)                           | монтажер                                |
| 2024.      | Руски конзул                                | монтажер                                |
| 2024.      | Крунска 11                                  | монтажер                                |
| 2025.      | Отмица (ТВ серија)                          | монтажер                                |